# 松川町図書館

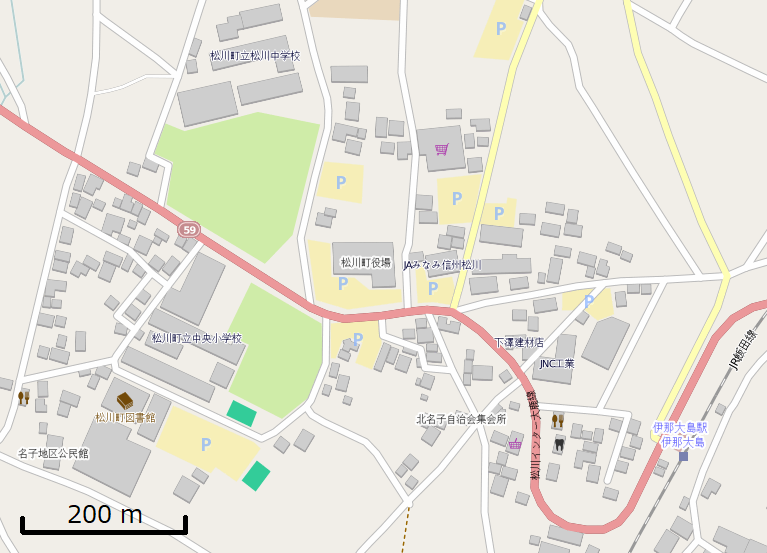
松川町中心部における公共施設の位置

松川町図書館（まつかわまちとしょかん）は、長野県下伊那郡松川町の公共図書館。南信州図書館ネットワークに加盟しており、周辺市町村（飯田市・高森町・豊丘村・喬木村）の図書館の資料の貸出しや返却が可能である。

## 沿革
- 1956年（昭和31年）下伊那郡大島村と上伊那郡上片桐村が合併して下伊那郡松川町が成立。松川町公民館の一室に、大島村4600冊、上片桐村1400冊を持ち寄り、松川町図書館が開館した。本館のほか、大島地区に4館、上片桐地区に2館の分館が設けられ、当初は10日おきに1日開館していた。
- 1965年（昭和40年）10月1日に松川町教育長の北原保喜が図書館長に就任し、以降教育長が図書館長兼務となっている。また、同年にはトラックに図書を積んで巡回文庫を開始した。
- 1967年（昭和42年）松川町立中央小学校建築工事に伴い、中学校西側に移転した。
- 1971年（昭和46年）松川町地区福祉センター（現松川町中央公民館）に移転した。当時の閉館日は水曜日、日曜日、祝祭日、土曜日の午後で、図書部員が図書館事務を担当した。
- 1983年（昭和58年）より専任の図書館司書が配属され、それまで図書部員や公民館職員が行なっていた開館事務を担当することとなった。
- 1991年（平成3年）7月29日 松川町図書館 新図書館が開館した[3][4][5][6]。

## 図書部員
松川町図書館には「図書部員」と呼ばれる図書館ボランティアがいる。図書部員には約50年の歴史があり、役場からの委託により部員が活動している。現在の部員の構成は、20歳代から30歳代の町民。現在も月曜と、金曜の午後7時から午後9時までの夜間開館は、図書部員の当番勤務により行われている。2008年（平成20年）現在部員数は18名。夜間貸出のほか、休日の貸出業務、蔵書整理、図書館祭りを担当している。。